# كايل جونسون (لاعب كرة قدم أمريكية)
كايل جونسون (بالإنجليزية: Kyle Johnson)‏ هو لاعب كرة قدم أمريكية أمريكي، ولد في 15 ديسمبر 1978 في بلدة وودبريدج ‏ في الولايات المتحدة.

## وصلات خارجية
- هذه المقالة غير مرتبط بويكي بيانات